# Pavla Bartáková
Pavla Bartáková (* 1929; † 2007) war eine tschechoslowakische Handballspielerin.

## Leben
Die Außenspielerin nahm mit der tschechoslowakischen Nationalmannschaft 1957 in Jugoslawien an der ersten Handball-Weltmeisterschaft der Frauen teil und wurde dort Weltmeisterin. Mit elf Treffern war sie außerdem die beste Werferin des Turniers, mithin erste WM-Torschützenkönigin. Auf Vereinsebene spielte sie für Sparta Prag. Bartáková wurde am 4. April 2007 in Olšany (Prag) bestattet. Sie war kurz zuvor im Alter von 78 Jahren gestorben.